# Offensief (militair)
Een offensief is een operatie waarin militaire kracht gebruikt wordt om gebied te bezetten, vijandelijke strijdkrachten uit te schakelen of een ander strategisch, operationeel of tactisch doel te bereiken. Andere termen zijn "aanval", of meer specifiek "invasie".  
Een snelle maat voor de omvang van een offensief is het aantal betrokken troepen aan de zijde van de partij die het initiatief neemt.
Een offensief is een middel om het initiatief in een confrontatie naar zich toe te trekken. Een offensief kan te land, ter zee of in de lucht uitgevoerd worden.
Voorbeelden van offensieven:
- de Aanval op Pearl Harbor (zeeoffensief van Japan)
- De Slag om Arnhem (geallieerde aanval te land)
- De Slag om Engeland (Duits luchtoffensief)

Een zeeoffensief, zoals de Japanse aanval op Pearl Harbor, kan verreikende implicaties hebben voor de gehele oorlogsstrategie, en het vereist meestal een aanzienlijke logistieke inspanning om de marinecapaciteit van een andere natie uit te schakelen. Een zeeoffensief kan ook gebruikt worden om de controle over een zeegebied te verkrijgen, of het vrachtvervoer van de tegenstander lam te leggen, zoals in de Slag om de Atlantische Oceaan.
Een zeeoffensief kan ook tactisch van aard zijn, zoals operatie Coronado IX, uitgevoerd door de Mobile Riverine Force van de Amerikaanse marine in de Vietnamoorlog.
Een luchtoffensief kan verschillende vormen en doelen hebben. Elk doel vereist meestal specifieke soorten vliegtuigen. De aanvallen uitgevoerd met gevechtsvliegtuigen zijn meestal gericht op het verkrijgen van het luchtoverwicht in een bepaald gebied. (Zware) bommenwerpers worden meestal gebruikt voor zogenoemde strategische bombardementen. Deze laatste zijn gericht op het vernietigen van de vijandelijke infrastructuur of de vijandelijke economie. Een voorbeeld zijn de strategische bombardementen tijdens de Tweede Wereldoorlog.
Grond-luchtsteun bestaat uit aanvallen die vliegtuigen uitvoeren ter ondersteuning van grondtroepen. Voorbeelden zijn de aanvallen van de Duitse Stuka's tijdens de Tweede Wereldoorlog, en de luchtsteun die werd verleend aan het Rode Leger tijdens het begin van Operatie Kutuzov en Operatie Polkovodets Rumyantsev toen honderden Il-2-vliegtuigen werden ingezet om de weerstand van de Duitse Wehrmacht te breken.